# Brug 74
Brug 74 is een vaste brug in Amsterdam-Centrum.
Ze is gelegen in de Kerkstraat en overspant de Reguliersgracht  in de Amsterdamse grachtengordel. De brug, zelf per 1995 een gemeentelijk monument wordt omringd door rijksmonumenten waarvan de Amstelkerk op het Amstelveld het bekendst is.
Er ligt hier al eeuwen een brug. Daniël Stalpaert, de stadsarchitect, tekende op zijn plattegrond in 1662 al een brug. Er is dan nog vrijwel geen bebouwing hier, maar het noodgebouw van de Amstelkerk staat er al wel. Frederik de Wit tekende op zijn kaart uit 1688 wel bebouwing en ook dan is de brug zichtbaar in de Amstel Kerck Straet over de Reguliers Graft. Er is een tekening bekend uit circa 1760, waarop nog een houten brug zichtbaar is zonder boog. Een van de walkanten werd daarbij nog gebruikt als opslag.
De huidige brug stamt vermoedelijk uit 1780, het jaartal wordt aan de noordkant vermeld in twee gevelstenen met “Anno” “1780”. De brug viel als een van de weinige bruggen niet ten prooi aan verlaging en verbreding. Eind 19e eeuw begin 20e eeuw werden veel bruggen in de Amsterdamse binnenstad afgetopt om het wegverkeer makkelijker op en af de brug te laten rijden. Echter er is hier relatief weinig verkeer, vandaar dat lang gewacht kon worden met aanpassing. Het heeft dus de overgang naar ijzeren ligger/balkbrug en weer terug naar boogbrug doorstaan. Pas in 1981 was de oude brug aan de beurt voor vervanging. Daarbij werd gekozen om het brugdek van gewapend beton te maken en wellicht de fundering te vernieuwen, maar de rest lijkt toch vooral bij het oude gelaten te zijn. 
De brug had als officieuze aanduiding de Kerksluis, Kerk verwijzend naar de straat, sluis naar “stenen brug”. De Amstelkerk was in die dagen slechts een houten loods dienende tot noodkerk, er waren toen voorlopig geen plannen daar een permanente kerk te bouwen. De loods hield het heel lang vol als bedehuis. Een andere naam in de volksmond is Ronde brug. De boog reflecteert in bijzondere omstandigheden in het water en boog en reflectie laten een hele cirkel zien.
De brug beschikt over een doorvaartopening met een hoogte van 2.60 meter.

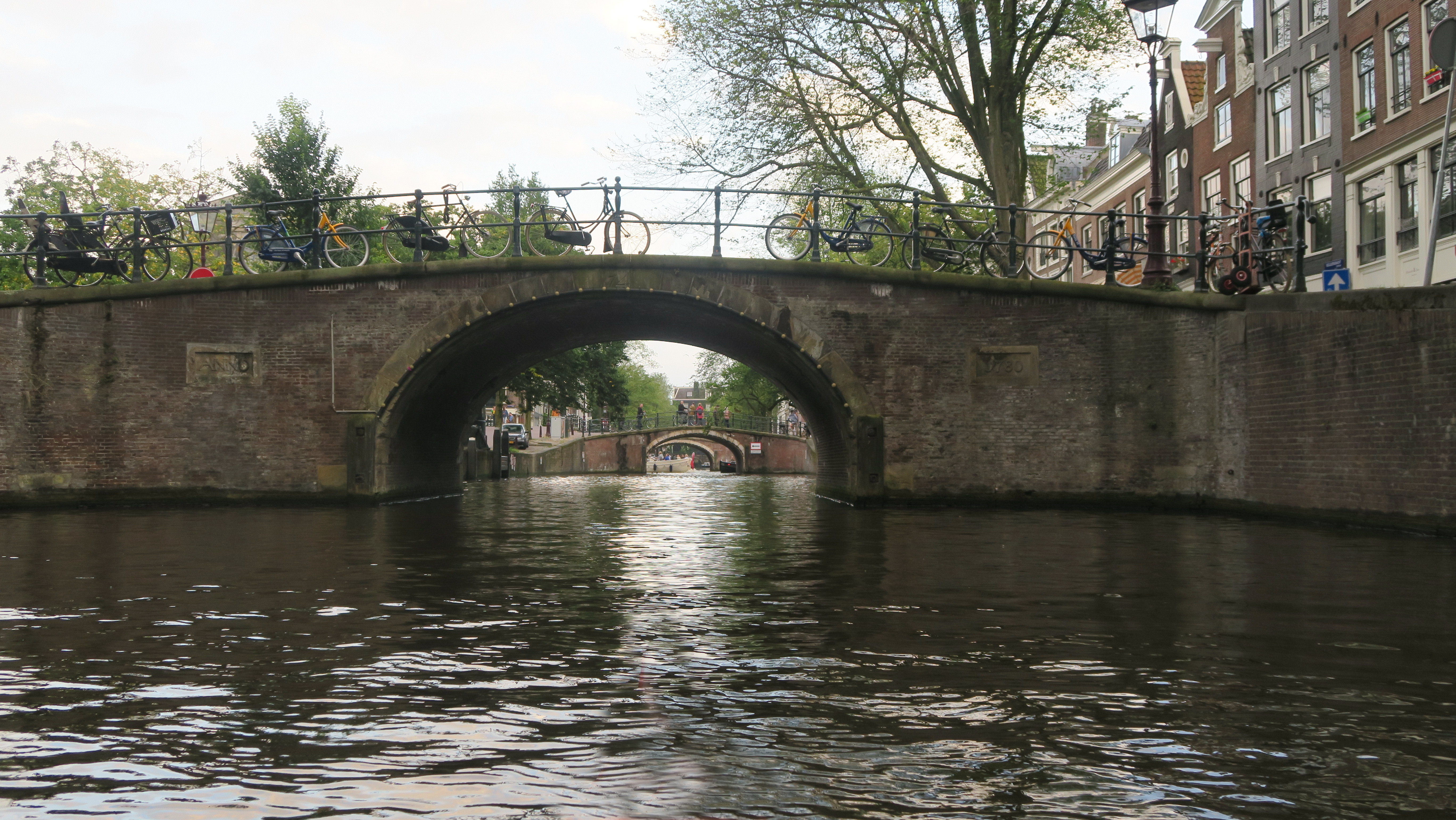
De brug van de andere kant met datumstenen (augustus 2017)

1 · 2 · 3 · 4 · 5 · 6 · 7 · 8 · 9 · 10 · 11 · 12 · 13 · 14 · 15 · 16 · 17 · 18 · 19 · 20 · 21 · 22 · 23 · 24 · 25 · 26 · 27 · 28 · 29 · 30 · 31 · 32 · 34 · 35 · 36 · 37 · 38 · 39 · 40 · 41 · 42 · 43 · 44 · 45 · 46 · 47 · 48 · 49 · 50 · 51 · 52 · 53 · 54 · 55 · 56 · 57 · 58 · 59 · 60 · 61 · 62 · 63 · 64 · 65 · 66 · 67 · 68 · 69 · 70 · 71 · 72 · 73 · 74 · 75 · 76 · 77 · 78 · 79 · 80 · 81 · 82 · 84 · 85 · 86 · 87 · 88 · 89 · 90 · 91 · 92 · 93 · 94 · 95 · 96 · 97 · 98 · 99 · >>>
Brugnummers 33 en 83 zijn niet (meer) vergeven